# Selatosomus melancholicus
Selatosomus melancholicus är en skalbaggsart som först beskrevs av Fabricius 1798.  Selatosomus melancholicus ingår i släktet Selatosomus, och familjen knäppare. Arten är reproducerande i Sverige.

## Bildgalleri

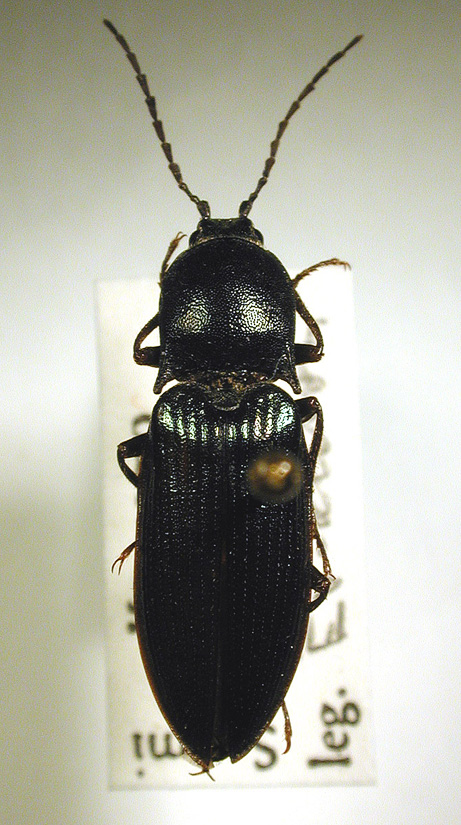